# 州光
州光是铁拳系列格斗游戏中的两个虚构角色名。第一位州光在1994年的初代《铁拳》游戏中以蜜雪兒·張的副頭目身份亮相，并作为街机版中不可玩角色，但后来成为PlayStation版中的可解锁角色。这代州光在《铁拳 2》中最后一次亮相。她还作为一个可玩角色出现在非正典衍生作品《铁拳 Tag Tournament》及其续集《铁拳 Tag Tournament 2》中（最初作为主机版的预购奖励，后来改为免费更新 ）。在《铁拳 7》中，州光的女儿以同名的方式作为DLC角色首次亮相，于2020年11月10日发布。 第二代州光有时被称为州光二世以区别于她的母亲。两位州光都是女忍者，并且与同是忍者的吉光争斗。

## 登场

### 铁拳系列
州光在初代《铁拳》游戏中作为一个盗贼和吉光竞争对手的身份首次亮相。她曾是被称为卍党的吉光氏族成员之一，但因盗窃行为而被驱逐出氏族。为了维持生计，州光参加铁拳王争霸赛，企图从蜜雪兒·張手中盗走贵重的宝物。然而，她在战斗中最终被米歇尔击败。
两年后，当州光得知吉光的剑很有价值时，她参加了第二届铁拳王争霸赛以试图窃取它。但她与吉光对战时，再次被击败。
由于前两次的失败，州光决定金盆洗手，不再参加任何铁拳王争霸赛。与此同时，她诞下了女儿，并给予州光的称号。
州光一世也出现在非正典游戏《铁拳Tag Tournament》和《铁拳 Tag Tournament 2》中。
州光二世首次作为DLC角色出现在《铁拳 7》中。这代州光以母亲曾经相同的目标偷走吉光的剑，并试图让她生病的母亲振作起来。她还曾在三岛工业高等専门学校执行卧底任务，之后赶回去完成她母亲的未竟事业。

### 设计和游戏玩法
州光以她狐狸般的面具和手中的匕首而闻名，她还将匕首融入进她的一些动作中。 州光二世戴着类似的面具，也携带匕首，但与第一代州光不同，州光二世能够自定义摘下她的面具。她的每只眼睛下方都有两条伤疤。在第一部《铁拳》游戏中，州光被描绘成男性，但随后的每部游戏都将她描绘成女性。 
最初只是吉光的皮肤，从第一届《铁拳 Tag 锦标赛》开始，她获得更独特的技能组合。 她的战斗风格被称为“卍忍術”。 
第二代州光也被称为州光二世，使用与她母亲相同的战斗风格，但增加一些新的调整。 和她的前任一样，她使用基于苦无和小太刀的攻击。 Cubed3网站的Az Elias将她的格斗风格与《死或生》系列中的霞进行了比较，提及了她的空翻、机动能力和瞬移能力。 在《铁拳 7》中，她拥有自己的舞台，名为Vermilion Gates。 

## 评价
州光被Gavin Jasper评为Den of Geek中排名第25位最佳《铁拳》角色，他认为“州光没有得到足够的关注”。GamesRadar+的汤姆·古尔特 (Tom Goulter) 称赞她是“……忍者作为狡猾的小偷和刺客的概念回归，尤其是她擅长逃跑和隐藏技巧。” 来自Cubed3的Az Elias称赞她在《铁拳 7》中的感觉是“玩起来很棒。”  《ComicBook.com》将她列为五个最佳《铁拳》角色之一，其中他们表示“......州光给我们带来了某种感觉，无论是她纯粹的速度抑或是敏捷性，或是能够发出雷鸣般的声音在对手身上进行连击。”他们还建议她基于武器的格斗游戏系列《魂之系列》中露脸。 在加入《铁拳 7》前，Heavy.com将她列为他们希望作为DLC看到的角色之一，并补充道“《铁拳 7》需要将《铁拳 Tag Tournament 2》版本的州光投入战斗，给她更多全新的动作，并为她配备一些华丽的服装。在这点上，州光在《铁拳7》中的现代化是必要的。” 
在進化冠軍系列賽中，州光是《铁拳 7》中第二受欢迎的角色，仅次于基斯·哈瓦特。 